# Пам'ятник Андрію Малишку (Київ)
Пам'ятник Андрі́ю Мали́шку — пам'ятник українському поету Малишку Андрію Самійловичу (1912—1970) в Києві. Встановлений 17 червня 2016 р в парку ім. А. Малишка (по однойменній вулиці) в Дніпровському районі. Автори — скульптор Роман Захарчук, архітектор Леонід Малий.

## Створення
14 листопада 2014 року, в день 102-ї річниці від дня народження поета Малишка Андрія Самойловича (1912—1970) міністр культури Євген Нищук, Головний архітектор Києва Сергій Целовальник, український поет Дмитро Павличко, Надзвичайний і Повноважний посол України, письменник Олександр Божко, літературні діячі та знайомі Андрія Малишка зібралися в парку ім. А. Малишка (біля станції метро «Дарниця»), щоб встановити металеву стелу, як знак майбутнього пам'ятника на цьому місці.
Гіпсова модель скульптури була вже виготовлена; бронзовий пам'ятник заввишки 3,5 метра планувалося відкрити влітку 2015 року, як повідомляла пресслужба Департаменту містобудування та архітектури. У свою чергу головний архітектор Києва Сергій Целовальник зазначив, що потрібно ще буде знайти кошти на п'єдестал і благоустрій прилеглої території. Ідея встановлення пам'ятника сподобалася і студентам Інституту української філології та літературної творчості ім. Андрія Малишка, які прийшли привітати авторів.

## Відкриття

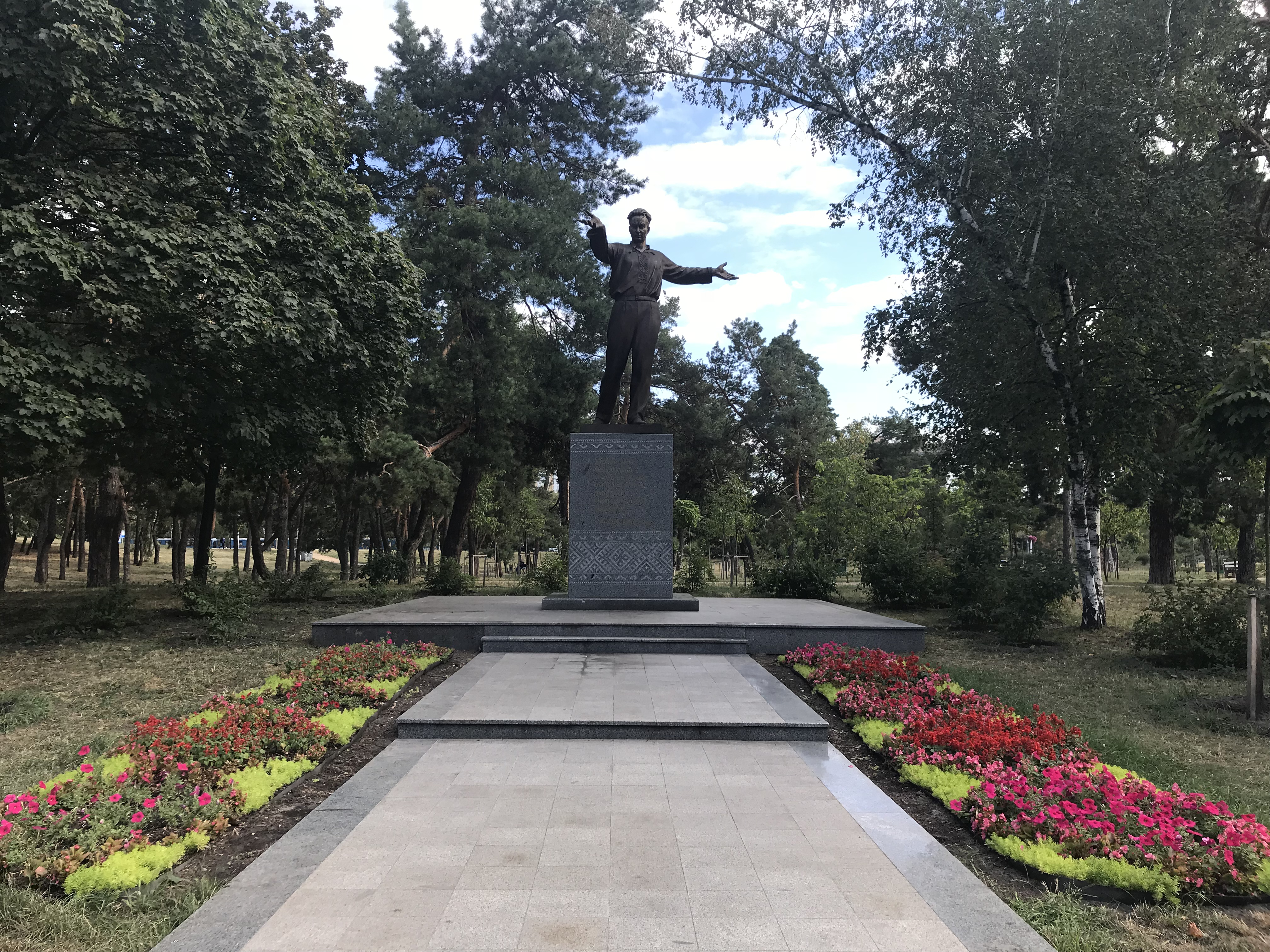
Парк навколо пам'ятника.

Урочисте відкриття та освячення пам'ятника відбулося 17 червня 2016 р в парку ім. Андрія Малишка (по однойменній вулиці) в Києві в Дніпровському районі. Захід провела заступник голови Київської міської державної адміністрації Ганна Старостенко, яка виступила з урочистою промовою. Участь у відкритті монумента взяли віцепрем'єр-міністр України Павло Розенко, міністр освіти і науки України Лілія Гриневич, міністр культури України Євген Нищук, голова Фонду Андрія Малишка, поет Дмитро Павличко, поет Іван Драч, ректор НПУ імені М. П. Драгоманова Віктор Андрущенко, президент МАН Станіслав Довгий, народний артист України Анатолій Паламаренко та ін.. Освячення пам'ятника здійснив Святіший Патріарх Київський і всієї Руси-України Філарет. Відкриття пам'ятника супроводжував Національний заслужений академічний народний хор України ім. Верьовки. У виконанні артистів звучали «Київський вальс», «Рідна мати моя», «Цвітуть осінні Тихі небеса» та інші пісні на слова Андрія Малишка. Ініціатор встановлення бронзової статуї поета Герой України Дмитро Павличко розповів присутнім історію зародження ідеї пам'ятника, пошуку засобів, в кінці реалізації задуманого (на яку знадобилося більш як десять років).
Замовником робіт по установці скульптури став «Київзеленбуд», роботи з освітлення скульптури виконав КП «Київміськсвітло». Для виконання робіт залучили позабюджетні кошти, пам'ятник і фундамент виготовили повністю коштом меценатів.

## Опис

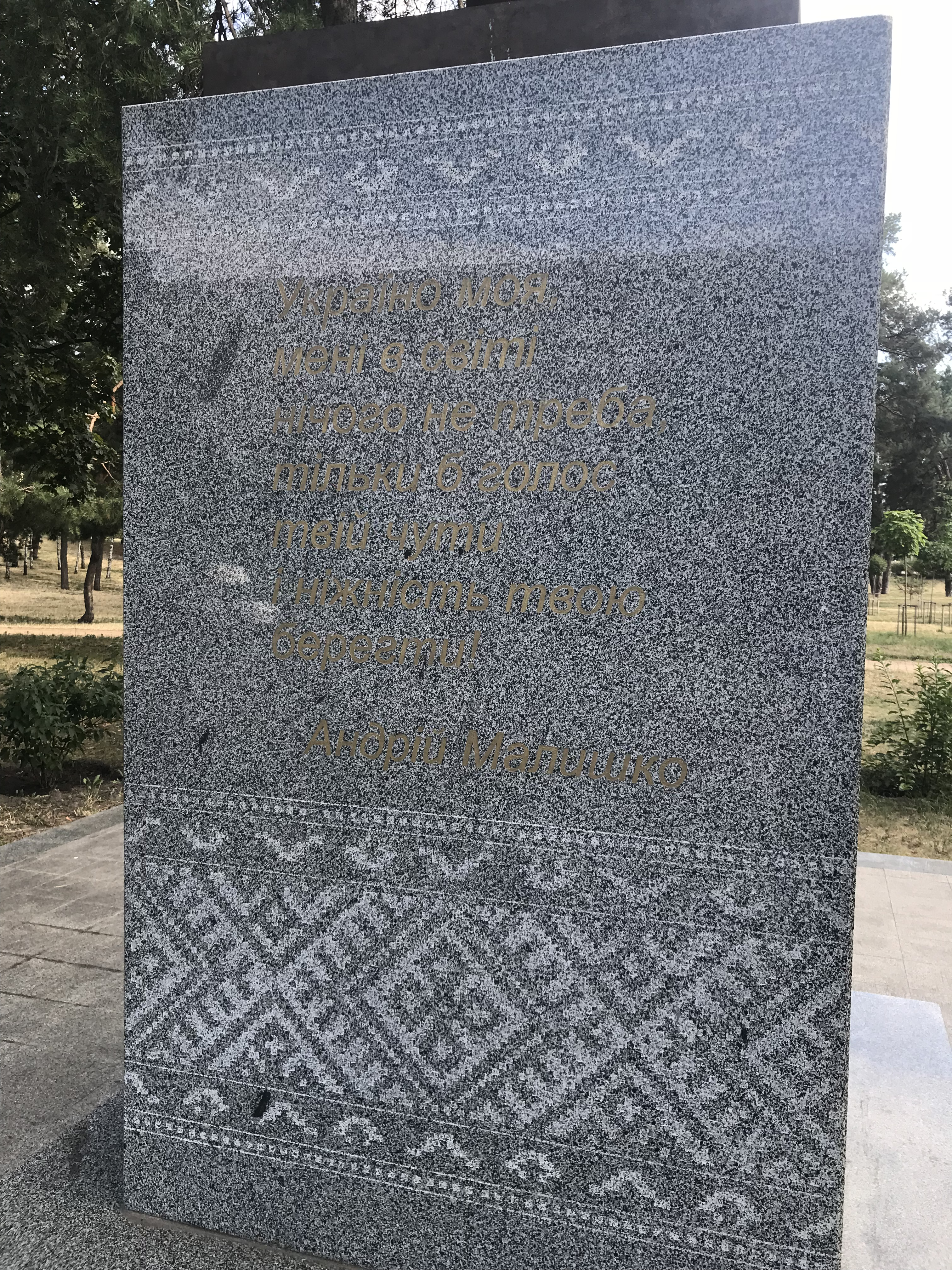
Постамент

Композиція пам'ятника — бронзова фігура (3,5 м) письменника на гранітному постаменті. Автори пам'ятника — скульптор Роман Захарчук і архітектор Леонід Малий. Пам'ятник Малишка виготовлений в романтичному стилі. Натхненний художник ніби ходить в задумі біля берегів Дніпра — саме тут народилося чимало творів літератора.
На постаменті висічені такі слова поета: 

«Україна моя,
 
мені в світі

нічого не треба,

тільки б голос

твій чути

і ніжність твою

берегти!».

## посилання
- Відомого поета Андрія Малишка увіковічнили у бронзі на YouTube 24 Канал(укр.)